# Davide von Zitzewitz
Davide von Zitzewitz (* 7. April 1992 in Bad Oldesloe) ist ein deutscher Motocross- und Endurosportler.

## Sportlicher Werdegang
Seine erste Fahrversuche machte Davide von Zitzewitz bereits mit vier Jahren. 2005 wurde er mit 13 Jahren Motocross-Clubmeister des MC Hansühn in der Klasse bis 85 cm³. 2009 holte er sich den Sieg im Deutschen Motocross Pokal in der Klasse bis 125 cm³. In den folgenden Jahren nahm er an der Deutschen Motocross Meisterschaft und ab 2011 an der Deutschen Enduro Meisterschaft teil. Hierbei erreichte er im Motocross 2017 den Titel in der Klasse MX2. Im Enduro erreichte er 2014 den zweiten Platz in der Klasse E1 (bis 125 cm³ Zweitakt/250 cm³ Viertakt). In den Jahren 2015 bis 2017 sowie 2019 und 2020 wurde er jeweils Deutscher Enduromeister in der Klasse E2 (bis 250 cm³ Zweitakt/450 cm³ Viertakt). In den Jahren 2023 und 2024 errang er den Meistertitel in der Klasse E2 (über 255 cm³ bis 450 cm³ Viertakt). Er startet seit Beginn seiner Karriere mit Unterstützung des „Team BvZ Racing“ unter Leitung seines Vaters Bert von Zitzewitz.
Neben nationalen Wettbewerben startete er 2016 bis 2018 und 2021 auch in der Enduro-Europameisterschaft und erreichte dabei 2016 seine bislang beste Platzierung mit einem vierten Platz in der Klasse Senior E2 (über 175 cm³ Zweitakt).
In den Jahren 2015, 2017 und 2018 war er zudem in der Enduro-Weltmeisterschaft am Start und erreichte in seiner Klasse den 24., 27. bzw. 18. Platz.
Mit der Mannschaft nahm er 2012 erstmals an den prestigeträchtigen Six Days teil. Bei der 87. Internationalen Sechstagefahrt in Sachsen war er Mitglied der Nationalmannschaft im Wettbewerb um die Junior World Trophy und das Team erreichte in der Konkurrenz von 19 Mannschaften den zehnten Platz. Zwei Jahre später war er wieder im Nationalmannschaftskader, in der Gesamtwertung erreichte das Team den vierten Platz. Bei der 90. Internationalen Sechstagefahrt 2015 im slowakischen Košice fuhr er erstmals in der Nationalmannschaft im Wettbewerb um die World Trophy, man errang den vierten Platz von 23 Mannschaften. In den Jahren 2016, 2018 und 2021 war er wieder Teil der World-Trophy-Mannschaft, das Team erreichte jedoch nur Platzierungen im Mittelfeld und er selbst schied 2021 aufgrund einer bei einem Sturz erlittenen Verletzung am fünften Fahrtag aus dem Wettbewerb aus.
2021 nahm er erstmals an einer Rallye Raid, der Hellas Rally teil. Er erreichte einen Tagessieg, mehrere Podestplätze und in der Gesamtwertung den 16. Platz.

## Privates
Sein Vater Bert (* 1958), sein Onkel Dirk (* 1968) und sein Großvater Volker von Zitzewitz (1934–2025) waren bzw. sind ebenfalls allesamt erfolgreiche Motorsportler.